# Route départementale 11 (Yvelines)
Pour les articles homonymes, voir Route départementale 11 et D11.
La route départementale 11 ou D11, est un des axes est-ouest importants du département des Yvelines au plan de la circulation routière locale.
Dans sa partie est, elle traverse la plaine de Versailles plus au moins parallèlement à la route nationale 12 - la distance maximale est d'environ cinq km - et dans la partie ouest, au-delà de Villiers-Saint-Frédéric et selon un tracé orienté plutôt sud-est - nord-est, elle contourne le nord de la plaine de Montfort-l'Amaury et traverse le Mantois au sud de Mantes-la-Ville.
Dans la partie est, elle draine une grande partie de la circulation des habitants de la vallée, de Plaisir à Saint-Cyr-l'École, vers la route départementale 10 qui mène à Versailles.
Un peu plus à l'ouest, elle permet de rejoindre la route départementale 12 et la route départementale 161 qui mènent à Noisy-le-Roi et l'autoroute A13.
Plus à l'ouest encore, elle permet la desserte de l'agglomération de Plaisir - Les Clayes-sous-Bois, de ses zones industrielles et du centre commercial de Grand Plaisir.
Au-delà de Villiers-Saint-Frédéric - Neauphle-le-Vieux, sa fonctionnalité majeure est de permettre aux habitants du nord de la plaine de Montfort de rejoindre la route nationale 12.
Au-delà de Thoiry, elle est nettement moins fréquentée et n'a d'usage que de desserte locale sauf à permettre de rejoindre la route départementale 983 vers Mantes-la-Jolie vers le nord et Houdan vers le sud.

## Itinéraire
Dans le sens est-ouest, les communes traversées sont :
- Saint-Cyr-l'École : début de la D 11 au carrefour avec la route départementale 10 (Versailles - Saint-Quentin-en-Yvelines), à 300 m de la gare de Saint-Cyr, traversée de la ville avec les noms d'avenue Jean Jaurès et de rue Gabriel Péri, passage inférieur, en limite de commune et sans accès, sous l'autoroute A12
- Fontenay-le-Fleury : traversée de la ville avec le nom d'avenue de la République, passage à proximité (350 m) de la gare de Fontenay-le-Fleury, et début de la route départementale 127 vers Guyancourt en sortie d'agglomération
- Villepreux, début de la route départementale 12 vers le vieux village de Villepreux, passage sous la ligne Transilien Plaisir - Paris-Montparnasse et entrée en ville sous le nom d'avenue de Versailles
- Les Clayes-sous-Bois : traversée de la ville avec le nom d'avenue Henri-Barbusse et passage à proximité immédiate de la gare de Villepreux - Les Clayes, début de la route départementale 98 vers Saint-Germain-en-Laye,
- Plaisir : traversée de la ville avec le nom d'avenue de Saint-Germain, passage à proximité (650 m) de la gare de Plaisir - Les Clayes, croisement de la route départementale 30 (Poissy - Plaisir), passage à petite distance (800 m) de la gare de Plaisir - Grignon, puis rue de la Boissière
- Neauphle-le-Château : traversée avec le nom de rue Marius-Minard, place Mancest où commence de la route départementale 134 vers Plaisir et la route nationale 12, rue des Soupirs, route de Saint-Germain
- Villiers-Saint-Frédéric : route de Saint-Germain en limite de commune et, au lieu-dit du Pontel, début de la route départementale 912 vers Trappes et croisement-fusion sur 300 m, avec la route départementale 191 (Épône - Les Essarts-le-Roi) avec le nom de route de Beynes, puis route de Septeuil à partir du rond-point du lycée Viollet-le-Duc dont la gare de Villiers - Neauphle - Pontchartrain est éloignée de 200 m
- Neauphle-le-Vieux : traversée avec le nom de rue de Versailles, début de la route départementale 42 vers Vicq et Garancières, puis route de Thoiry
- Beynes, au lieu-dit de la Haute-Pissotte
- Saulx-Marchais,
- Auteuil, début de la route départementale 76 vers Méré
- Marcq, en limite communale avec
- Autouillet,
- Thoiry : avec le nom de route de Versailles, passage devant le château et l'entrée du parc animalier, croisement-fusion avec la route départementale 45 (Maule - Orgerus) sur environ 800 m avec le nom de rue de la Porte-Saint-Martin, la rue commerçante de Thoiry
- Villiers-le-Mahieu, en nord du territoire communal
- Goupillières, avec le nom de route de Septeuil
- Hargeville, début de la route départementale 65 vers Mantes-la-Ville
- Arnouville-lès-Mantes : en limite sud de la commune, croisement de la route départementale 130 (Mézières-sur-Seine - Orgerus)
- Septeuil : avec le nom de route de Versailles, début de la route départementale 42 vers Orgerus, rue Georges-Duhamel puis route de Mantes et croisement avec la route départementale 983 (Mantes-la-Jolie - Maulette)
- Courgent, avec le nom de route de Dammartin
- Montchauvet, avec le nom de route du Moulin-de-l'Épied
- Dammartin-en-Serve, avec les noms de rue de la Vaucouleurs, rue François-Coënt et rue de Pacy-sur-Eure
- Longnes : avec le nom de route de Versailles, croisement de la route départementale 928 (Mantes-la-Jolie - Mondreville), puis rue de Bréval
- Neauphlette, avec le nom de route de Bréval à Longnes
- Bréval, passage à proximité de la gare de Bréval, puis à nouveau Neauphlette avec début de la route départementale 110 vers Buchelay et retour sur le territoire de Bréval avec le nom d'avenue de la Gare, croisement-fusion de la route départementale 89 (Notre-Dame-de-la-Mer - Neauphlette), rue René-Dhal et début de la route départementale 58 vers Villiers-en-Désœuvre (Eure)
- Saint-Illiers-le-Bois, avec le nom de rue des Graviers et fin de la D 11 au carrefour avec la route départementale 114 (Rosny-sur-Seine - Villiers-en-Désœuvre).